# Giraldilla 2024
Das Giraldilla 2024 als offene internationale Meisterschaft von Kuba im Badminton fand vom 13. bis zum 17. März 2024 in Havanna statt.

## Sieger und Platzierte
| Disziplin    | Gold                                                 | Silber                                                  | Bronze                                                   |
| ------------ | ---------------------------------------------------- | ------------------------------------------------------- | -------------------------------------------------------- |
| Herreneinzel | Samuel Ricketts                                      | Yeison Esleiter Del Cid Alvarez                         | Matthew Abela                                            |
| Herreneinzel | Samuel Ricketts                                      | Yeison Esleiter Del Cid Alvarez                         | Roberto Carlos Herrera Vazquez                           |
| Dameneinzel  | Taymara Oropesa                                      | Nikte Sotomayor                                         | Sophia Noble                                             |
| Dameneinzel  | Taymara Oropesa                                      | Nikte Sotomayor                                         | Tahlia Richardson                                        |
| Herrendoppel | Yeison Esleiter Del Cid Alvarez Christopher Martínez | Jose Luis Granados Morales Antonio Emanuel Ortiz        | Ramiro Alonso Espinoza Alejandro Chueca                  |
| Herrendoppel | Yeison Esleiter Del Cid Alvarez Christopher Martínez | Jose Luis Granados Morales Antonio Emanuel Ortiz        | Juan Carlos Bencomo Otaño Roberto Carlos Herrera Vazquez |
| Damendoppel  | Diana Corleto Soto Mariana Isabel Paiz Quan          | Taymara Oropesa Fabiana Silva                           | Leyanis Contreras Cabeza Maidalis Zamora De La Rosa      |
| Damendoppel  | Diana Corleto Soto Mariana Isabel Paiz Quan          | Taymara Oropesa Fabiana Silva                           | Fernanda Munar Rafaela Munar                             |
| Mixed        | Christopher Martínez Mariana Isabel Paiz Quan        | Roberto Carlos Herrera Vazquez Leyanis Contreras Cabeza | Ramiro Alonso Espinoza Rafaela Munar                     |
| Mixed        | Christopher Martínez Mariana Isabel Paiz Quan        | Roberto Carlos Herrera Vazquez Leyanis Contreras Cabeza | Easton Watson Katie Watson                               |